# Bazyli (Yao)
Bazyli, imię świeckie: Yao Fu’an (姚福安), według innej wersji Yao Shuanglin (姚双林), imię otrzymane na chrzcie: Ignacy (ur. 23 grudnia 1888 w Pekinie, zm. 3 lutego 1962 tamże) – chiński biskup prawosławny, pierwszy zwierzchnik autonomicznej Cerkwi Chińskiej.

## Życiorys
Chińczyk z pochodzenia. Ukończył seminarium duchowne przy rosyjskiej misji prawosławnej w Pekinie i 11 marca 1915 przyjął święcenia diakońskie z rąk biskupa Innocentego (Figurowskiego). Na przyjęcie święceń kapłańskich zdecydował się jednak dopiero w 1948. W tym samym roku złożył śluby zakonne, otrzymując imię Bazyli. Równocześnie otrzymał godność ihumena i został kierownikiem duchownym dwóch monasterów misyjnych w Pekinie: męskiego Zaśnięcia Matki Bożej i żeńskiego Opieki Matki Bożej.
W czerwcu 1950 dekretem patriarchy moskiewskiego Aleksego otrzymał godność archimandryty i stanął na czele szkoły katechetycznej prowadzonej przez misję rosyjską. Od lutego następnego roku zasiadał w radzie zarządzającej misją. Odmówił jednak przyjęcia chirotonii na biskupa Tiencinu, pozostając jedynie tymczasowym zarządzającym eparchią pekińską. Dopiero 30 maja 1957 w Moskwie został konsekrowany na biskupa Pekinu przez metropolitę krutickiego i kołomieńskiego Mikołaja, arcybiskupa krasnodarskiego i kubańskiego Wiktora oraz arcybiskupa możajskiego Makarego. Patriarchat moskiewski wyznaczył go tym samym na zwierzchnika Chińskiego Kościoła Prawosławnego. Funkcję tę pełnił do swojej śmierci w 1962. Władze Chin nie pozwoliły na wybory jego następcy.